# Capela (Sergipe)
Pour les articles homonymes, voir Capela.
Capela est une ville brésilienne du nord-est de l'État du Sergipe.

## Géographie
Capela se situe par une latitude de 10° 30' 10" sud et par une longitude de 37° 03' 10" ouest, à une altitude de 162 mètres.
Sa population était de 27 907 habitants au recensement de 2007. La municipalité s'étend sur 441 km2.
Elle fait partie de la microrégion de Cotinguiba, dans la mésorégion Est du Sergipe.